# Baptyści w Stanach Zjednoczonych

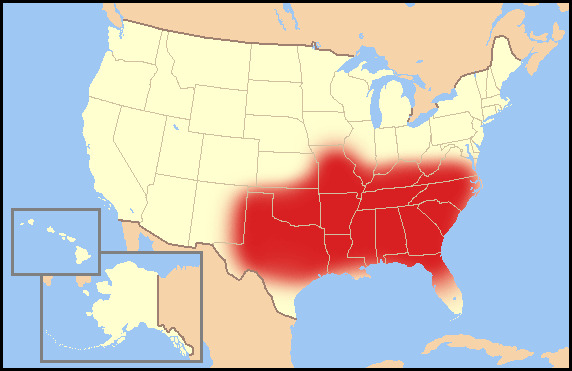
Baptyści są dominującą religią w tzw. pasie biblijnym

Baptyści są największym protestanckim ugrupowaniem, a Południowa Konwencja Baptystyczna największą protestancką denominacją w Stanach Zjednoczonych. Drugą baptystyczną denominacją jest afroamerykańska Narodowa Konwencja Baptystyczna USA, najbardziej liberalną jest Progresywna Narodowa Konwencja Baptystyczna. Blisko 40% światowej populacji baptystów mieszka w USA. Spośród prezydentów amerykańskich baptystami byli: Andrew Johnson, Warren Harding, Harry Truman, Jimmy Carter i Bill Clinton. Do znanych baptystów należą: John D. Rockefeller, Nelson Rockefeller, Martin Luther King, Billy Graham, Johnny Cash, Chuck Norris i Kevin Costner.

## Historia

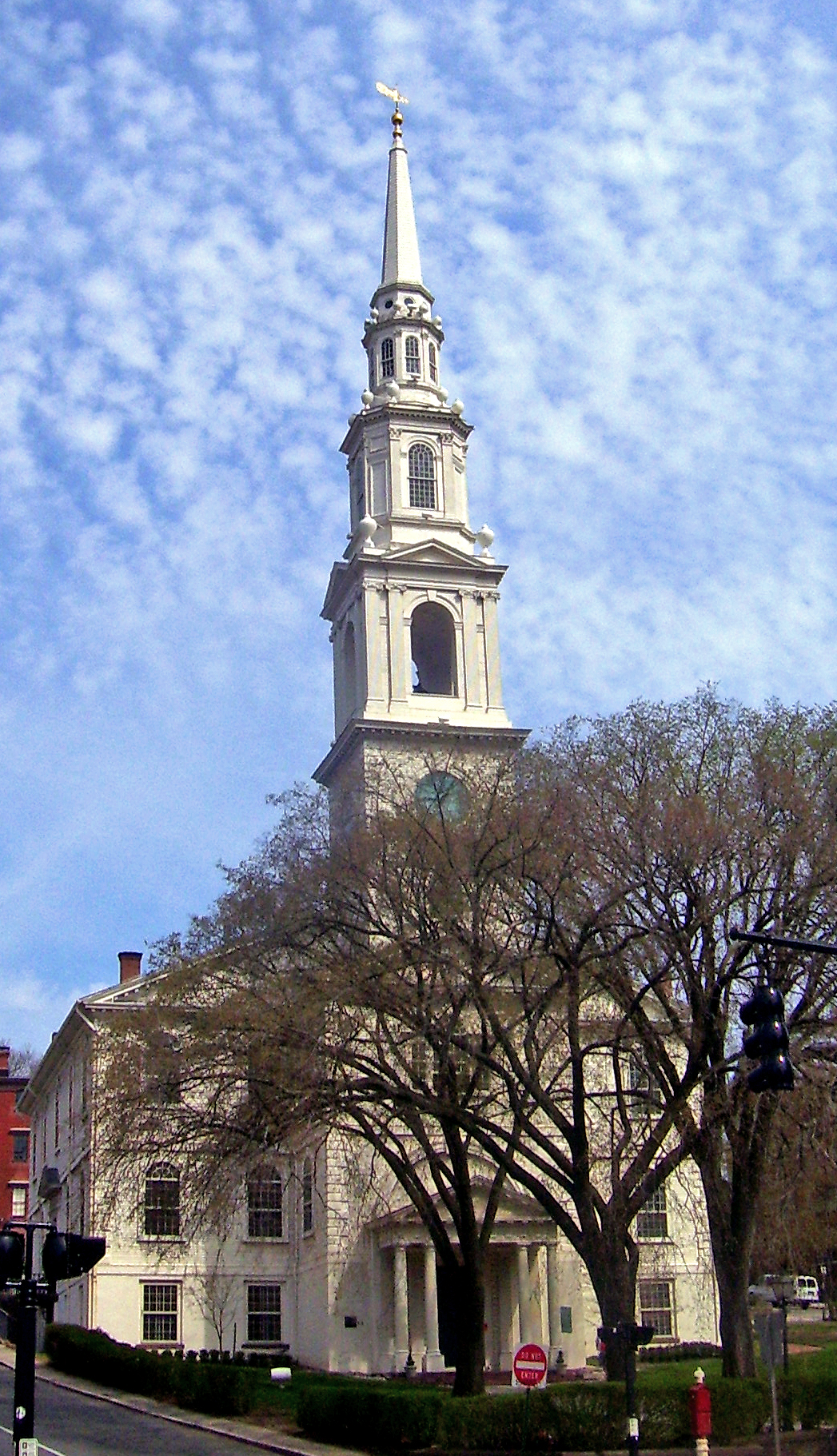
Pierwszy baptystyczny zbór w USA

Baptyści pojawili się w amerykańskich koloniach na początku XVII wieku, a przybyli tu z Anglii. Roger Williams oraz John Clarke są uważani za założycieli baptyzmu w Ameryce. W 1638 Williams założył w Providence pierwszy baptystyczny zbór w Ameryce, natomiast Clarke działał w Newport, gdzie w 1644 roku zorganizował baptystyczny zbór.
Providence oraz Newport znajdowały się na nieskolonizowanym terytorium, przekształconym później w kolonię Rhode Island. W 1663 roku Williams i Clarke uzyskali od angielskiego króla Karola II statut gwarantujący wolność religijną dla Rhode Island, który stał się pierwszą amerykańską kolonią gwarantującą pełną wolność religijną. Sąsiednie kolonie zwalczały baptyzm, a Rhode Island określano mianem „heretyckiej kolonii” przez następne sto lat. Oprócz baptyzmu w pozostałych amerykańskich koloniach zwalczano także kwakrów. W Massachusetts doszło do powieszenia czterech kwakrów. O wpływach baptyzmu świadczy fakt, że w 1653 roku Henry Dunster, pierwszy rektor Uniwersytetu Harvarda, porzucił purytanizm i przeszedł na baptyzm. Duster został zmuszony do rezygnacji ze swego stanowiska i przeniósł się do Plymouth Colony.
Pierwszy w Ameryce baptystyczny zbór, który święcił chrześcijański sabat w sobotę, zamiast w niedzielę, powstał w grudniu 1671 r., kiedy Samuel i Tacy Hubbardowie, dwoje członków pierwszego baptystycznego zboru miasta Newport, zerwało kontakty z „niedzielnymi” baptystami i wraz ze Stephenem Mumfordem, baptystą dnia siódmego pochodzącym z Anglii oraz czterema innymi osobami zawarli przymierze dotyczące odbywania wspólnych nabożeństw publicznych i powołania pierwszego zboru baptystów dnia siódmego. Wkrótce pojawiły się zbory sabatariańskich baptystów w Pensylwanii i New Jersey, skąd następnie rozprzestrzeniły się do Connecticut, Nowego Jorku, Wirginii oraz Karoliny. Baptyści dnia siódmego są dziś jednym z najstarszych amerykańskich wyznań baptystycznych.
W XVII wieku baptyści byli aktywni w New Jersey i Filadelfii.
W 1764 roku baptyści założyli The College in the English Colony of Rhode Island and Providence Plantations, żeby kształcić na nim swoich wiernych. Inne istniejące wtedy uczelnie były ściśle związane ze swoimi denominacjami i nie przyjmowały baptystów. Była to siódma wyższa uczelnia, jaka powstała w Stanach Zjednoczonych.
Pierwsze podziały jakie zarysowały się u baptystów jeszcze przed przybyciem do Ameryki, dotyczyły kwestii predestynacji. Do końca XVIII wieku kalwinizm miał wielki wpływ na teologię baptystyczną. Na początku XIX wieku większość baptystów przyjęła arminiański punkt widzenia. W 1790 roku liczba baptystów wynosiła 60 tysięcy członków skupionych w 750 zborach.
Ocenia się, że baptyści przyczynili się do sukcesu rewolucji amerykańskiej, ponieważ osłabili wpływy kościoła anglikańskiego. Baptyści osłabili również wpływy szlachty w amerykańskim społeczeństwie. John Leland (1754-1841), baptystyczny pastor z Wirginii i abolicjonista, odegrał ważną rolę w walce o wolność religijną w Stanach Zjednoczonych. Pod jego wpływem w dziesięciu pierwszych poprawkach do Konstytucji Stanów Zjednoczonych znalazł się wpis o wolności religijnej. Poprawka weszła w życie w roku 1791.

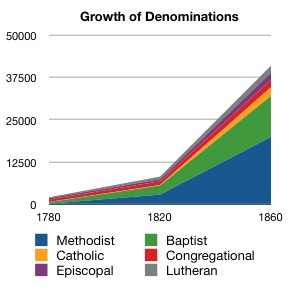
Wzrost liczby baptystów (zielony kolor) podczas drugiego przebudzenia

W końcu XVIII wieku baptyści zainteresowali się misją zewnętrzną. W 1793 roku William Carey pojechał na misję do Indii, następnie do tego kraju udała się w roku 1812 Ann Hasseltine Judson, która stała się pierwszą amerykańską misjonarką.
Podczas drugiego amerykańskiego przebudzenia baptyści zaznali wzrostu liczebnego, choć nie w takim stopniu jak metodyści.
W 1845 roku baptyści podzielili się ze względu na stosunek do niewolnictwa. Utworzono wtedy Południową Konwencję Baptystów. W nazwie umieszczono termin „konwencja”, by podkreślić, że nie chodzi tu o utworzenie nowego kościoła w tradycyjnym rozumieniu. Baptyści z Południowej Konwencji są bardziej fundamentalni od tradycyjnych baptystów i ma to wpływ na ich teologię. Przywództwo jest bardziej autorytarne, większa jest niechęć do służby kobiet w Kościele.
W wyniku czwartego amerykańskiego przebudzenia w drugiej połowie XX wieku wzrosła liczba oraz znaczenie baptystów z południa.
W 2001 roku liczba baptystów wynosiła 38.662.005 członków (nie licząc dzieci). Liczba ta dotyczy również baptystów z lokalnych zborów, nie wchodzącymi w struktury żadnej baptystycznej denominacji. Licząc wyłącznie baptystów „denominacyjnych” w 2001 roku liczba ta wynosiła 33.830 tysięcy członków i 47.744.049 licząc wraz z dziećmi, co stanowiło 16,3% amerykańskiego społeczeństwa.
W roku 2000 stanowili 49,5% amerykańskich protestantów. Zachodzą jednak duże rozbieżności w szacunkach liczby baptystów, wynikające stąd, że wiele osób nie należących do żadnej baptystycznej denominacji określa siebie mianem baptystów. Od roku 1993 maleje udział procentowy członków w największej baptystycznej denominacji w amerykańskim społeczeństwie, a od roku 2006 spada liczba jej członków. Niektórzy przewidują, że w roku 2050 Południowa Konwencja Baptystyczna będzie liczyć już tylko połowę stanu z roku 2005.
W 1990 roku 50% Afroamerykanów było baptystami, w roku 2008 już 45%.

## Baptystyczne denominacje w USA

Czerwonym kolorem oznaczono stany, w których dominują baptyści

Autorzy książki Handbook of Denominations in the United States (2005) wyróżniają i opisują 31 baptystycznych denominacji w Stanach Zjednoczonych (nie licząc pomniejszych licznych grup).
- Alians Baptystyczny, 100 zborów, 60 000 członków[28]
- Amerykańskie Zbory Baptystyczne USA, 5 800 zborów, 1,4 milionów członków; w latach 1907-1950 denominacja ta była znana jako Północna Konwencja Baptystyczna, w latach 1950-1972 jako Amerykańska Konwencja Baptystyczna; jest najbardziej liczną wspólnotą baptystyczną w północnych stanach[11]. Jest otwarta na wszelką różnorodność, kobiety są ordynowane od 1877 roku[29].
- Baptist General Convention of Texas (BGCT), 5 700 zborów, 2,3 milionów członków
- Baptist General Association of Virginia (BGAV), 1 400 zborów, 400 000 członków
- Baptist General Conference (BGC), 1 000 zborów, 140 000 członków
- Conservative Baptist Association (CBAmerica): 1 200 zborów, 200 000 członków
- Cooperative Baptist Fellowship (CBF): 1 900 zborów, 700 000 członków
- General Association of Regular Baptist Churches (GARBC), 1 400 zborów, 130 000 członków[30]
- National Association of Free Will Baptists (NAFWB), 2 000 zborów, 200 000 członków[30]
- Konserwatywna wspólnota Primitive Baptists, kalwinistyczni baptyści, którzy nie przyjęli arminiańskiej teologii, termin Primitive oznacza original[31]
- Postępowa wspólnota Primitive Baptists
- Południowa Konwencja Baptystyczna (SBC): 44 000 zborów, 16,3 milionów członków[32], pomimo iż powstała na południu i w dalszym ciągu związana jest głównie z południem, posiada swe zbory we wszystkich 50 stanach[21].

- Afroamerykańskie denominacje:

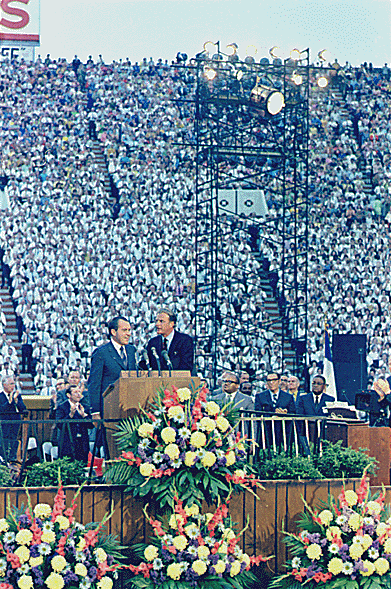
Prezydent Nixon na krucjacie baptystycznego ewangelisty Billy’ego Grahama (1970)

  - Narodowa Konwencja Baptystyczna Ameryki (NBCA), 12 000 zborów, 3,1 milionów członków
  - Narodowa Konwencja Baptystyczna USA (NBC), 33 000 zborów, 8,5 milionów członków
  - Narodowa Misyjna Konwencja Baptystyczna Ameryki (NMBCA), 300 zborów, 400 000 członków
  - National Primitive Baptist Association (NPBA), 1 500 zborów, 250 000 członków[30]
  - Progresywna Narodowa Konwencja Baptystyczna (PNBC), 1 200 zborów, 2,5 milionów członków

- Denominacje związane z landmarkizmem
  - American Baptist Association (ABA), 1 800 zborów, 275 000 członków[30]
  - Baptist Missionary Association of America (BMAA), 1 300 zborów, 235 000 członków[30]
  - Interstate & Foreign Landmark Missionary Baptist Association

- Niezależne denominacja baptystyczne
  - Baptist Bible Fellowship International, 3 400 zborów, 1,4 milionów członków
  - Independent Baptist Fellowship International, 540 zborów[30]
  - Southwide Baptist Fellowship, 900 zborów[30]
  - The Spiritual Baptist Archdiocese of New York, Inc.
  - World Baptist Fellowship, 900 zborów[30]
  - W USA działa ponadto wiele niezależnych zborów baptystycznych nie przynależących do żadnej denominacji

## Najstarsze zbory baptystyczne

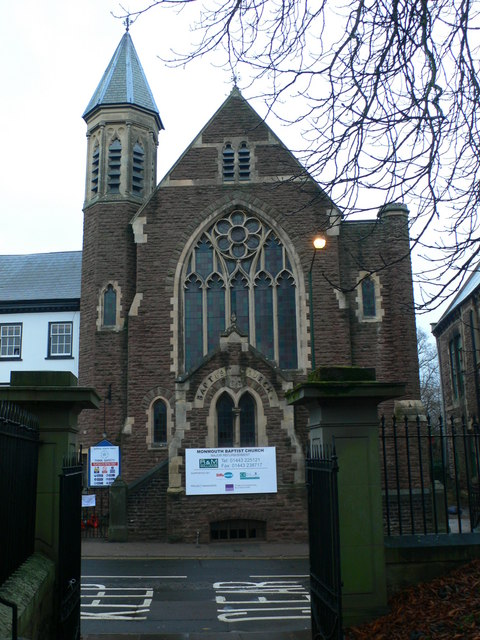
Monmouth Baptist Church, założony w 1818 roku.

1. First Baptist Church of Providence, Rhode Island (1639)
2. First Baptist Church of Newport, Rhode Island (1644)
3. Second Baptist Church of Newport, Rhode Island (1656)
4. First Baptist Church of Swansea, Massachusetts (1663)
5. First Baptist Church of Boston, Massachusetts (1665)
6. Six Principle Baptist Church, Rhode Island (1665)
7. Pennepek Baptist Church, Pensylwania (1688)
8. Middletown Baptist Church, New Jersey (1688)
9. Piscataway Baptist Church, New Jersey (1689)
10. Cohansey Baptist Church, New Jersey (1689)
11. First Baptist Church of Charleston, Karolina Południowa (1696)
12. First Baptist Church of Philadelphia, Pensylwania (1698)

## Wizerunek baptystów w Stanach Zjednoczonych
Pomimo iż baptyści są znaczącą i wpływową grupą religijną w Stanach Zjednoczonych, niektóre badania wykazują krytyczny stosunek części Amerykanów do tego kręgu wyznaniowego. W jednym z takich badań połowa respondentów zaznaczyła negatywny do nich stosunek. Niektóre z mniejszych ugrupowań baptystycznych (przede wszystkim Independent Baptists) mają bardzo fundamentalistyczne poglądy i dystansują się względem głównego nurtu baptyzmu zarzucając mu liberalizm. Negują dorobek współczesnej biblistyki, odrzucają nowsze przekłady biblijne, popierają textus receptus, posługują się przekładem Biblia króla Jakuba z 1611 roku, zwalczają masonerię. Kościół katolicki jest przez nich przedstawiany jako Babilon, papież jako antychryst, a katolicyzm wyprowadzają z kultów egipskiego i babilońskiego. Przedstawicielem owych baptystów był Jack Chick, wydawca kontrowersyjnych komiksów religijnych oraz Donald A. Waite, dyrektor „Dean Burgon Society”, instytutu popierającego Ruch „Tylko Król Jakub” i zwalczającego dorobek współczesnej biblistyki. Jego zdaniem Peszitta powstała w 150 roku a 85% papirusów wspiera textus receptus. Ekstremalne zachowania owych grup rzutują na wizerunek i ocenę całości. Z tego powodu niektóre mniejszej wielkości postępowe baptystyczne ugrupowania przyjmują dla swych zborów nazwy w rodzaju „Community Church” albo „Community Chapel”, pomijając człon „Baptist”, aby uniknąć skojarzenia z fundamentalistycznymi wspólnotami baptystycznymi.